# Banditten fra Montmartre
Banditten fra Montmartre er en tysk stumfilm fra 1920 af Karl Mueller-Hagens.

## Medvirkende
- Max Landa
- Reinhold Schünzel som Jean
- Hilde Wörner